# 埃爾紹塞
埃爾紹塞（西班牙語：El Sauce），是薩爾瓦多的城鎮，位於該國東部，由拉烏尼翁省負責管轄，面積146.71平方公里，海拔高度386米，2007年人口6,546，人口密度每平方公里44.62人。
13°40′8″N 87°48′2″W / 13.66889°N 87.80056°W